# Tobipuranga auricollis
Tobipuranga auricollis là một loài bọ cánh cứng trong họ Cerambycidae.